# Ibišek čínský
Ibišek čínský (Hibiscus rosa-sinensis), lidově čínská růže; je víceletá rostlina z čeledi slézovité (Malvaceae).

## Charakteristika
Původ ibišku čínského je nejasný. Dříve se uvádělo, že pochází z jihovýchodní Asie a Číny, kde byl však pravděpodobně pouze kultivován. Některé zdroje kladou jeho původ do oblasti východní Afriky. Do Evropy přivezen okolo roku 1731. Ve volné přírodě může dorůst do výšky i 150 cm. Květy mají rozmanitou barvu a tvar zvonovitý. Květ může být jednoduchý, ale také plný. Známé jsou barevné odstíny bílé, žluté, oranžové, růžové a sytě červené. Listy keře jsou tmavozelené, vejčité, tupě zubaté, na líci lesklé.

## Pěstování
Je to nenáročná rostlina vhodná i do interiéru. Kvete od dubna do října. Mladým rostlinkám je třeba na začátku léta seříznout dvakrát vrcholky výhonků. Starší ořežeme brzy na jaře. Rozkvetlý květ vydrží obvykle jeden den. Květy odrůdy „Moonlight“ a „Weekend“ jsou větší a trvanlivější. Rostlina potřebuje plné světlo a v zimě přímé sluneční paprsky. Během vegetace jí prospívá teplota 18–22 °C a v zimě postačuje i 5 °C.

## Rozmnožování
Květinu rozmnožujeme vrcholovými, dřevitými řízky, a to na jaře. Odřezky dáme do vlhkého substrátu, ale zakoření i ve vodě při teplotě 20–22 °C. Rostlinku přesazujeme od března do května do středně těžké pařeništní směsi s pískem.